# Musiknotation
Den här artikeln handlar om musiknotation i allmänhet. För den moderna västerländska notskrift som är i allmänt bruk i dag, se notskrift.
Musiknotation är systematiskt nedtecknande av musik. De flesta notationssystem började med återanvändning av tecknen i skriftspråket och siffror. Det äldsta systemet har uppfunnits under den kinesiska Shangdynastin (cirka 1300 f.Kr.) och därefter den babyloniska cirka 800 f.Kr baserad på kilskrift. Det finns arkeologiska exempel på grekisk musiknotation från cirka 400 f.Kr.

## Europa (800 e.Kr - nutid)
Behovet att teckna ner musik uppstod i och med att musiken utvecklades från enkelt ljudskapande och improviserande till mer genomtänkta melodier värda att komma ihåg och som kommunikationsmedel mellan musikerna. De äldsta notationsformerna i Europa, liksom på andra ställen, använde sig av skrivtecken som motsvarade de olika tonerna. Skrivteckenbaserad notation fungerar kan förmedla grundläggande melodi, även om detaljerad rytm utelämnats. I och med att liturgisk körmusik fick större betydelse i Kyrkan utvecklades en mer exakt notation som grafiskt visade melodins rörelser, rytm och även kunde uttrycka polyfoni. Utvecklingen skedde från medeltiden till barocken i små förbättrande steg till den moderna notskriften vi använder idag.
Modern forskning visar dock att notskriften började etableras på 800-talet som ett led i standardiseringen av enstämmig liturgisk sång (gregorianik). Syftet var uteslutande pedagogiskt - det skulle dröja till 1700-talet innan man kunde notera lika avancerad musik som den som enligt läroböckerna improviserades.
- dasia notatio, var en bokstavsnotation som användes mest i musikteoretiska verk under 800-900-talet (till exempel Musica Enchiriadis) och byggde på tetrakordens toner, till exempel d e f g som fick unika grekiska (dasia) tecken och transponering med en kvint upp eller ner genom att rotera eller spegelvända dasiatecknen.
- neumer (från grekiska neume som betyder tecken), användes för sjungna liturgiska texter inom kyrkan till en början för att teckna ner rörelser på körledarens händer och visade om tonföljden skulle upp, ner eller om sångarna skulle ligga kvar på tonen. Vid 900-1100 utvecklades speciella symboler för melodi, artikulation, betoningar, och utsmyckningar och strax fördes också in notlinjer som gav tonhöjd - först två: röd (F) och gul (C), därefter fyra av Guido av Arezzo.
  - Bysantinska neumer

- - Krjuki, ryska neumer
  - Latinska neumer
- mensuralnotskrift tillämpades mellan 1250 och 1600. Notationen använde sig av fyra eller fem notlinjer (två till sex förekom), standardiserade tecken för pauser och toner (rektangulära och rombformade), taktarter men inte taktstreck. Äldre formerna använder sig av så kallad svart notation, där långa noter är ifyllda, medan senare tiders notation har icke-ifyllda långa noter, ungefär som modern notskrift.
- basso continuo eller generalbas var en förkortad harmonisk notation som användes främst under barocken (1600-1730). Siffrorna som visades var uppåtgående intervall relativt bastonen, till exempel 2 = sekund, 5# = höjd kvint. Ett #- eller b-tecken utan siffra avsåg tersen ovanför bastonen.
- modern notskrift är använd från 1600-talet har fem linjer, runda notsymboler, taktlängd, standardiserade dynamiksymboler och kan byggas ut för notsystem (partitur) som återger flera instrument eller stämmor. Systemet är i grunden halvtonsbaserat, men med tilläggssymboler kan även kvartstoner återges.

Vid sidan om notskrift utvecklades olika former av tabulaturer som visar fingersättningar och grafiska anvisningar om till exempel var man skall trycka ner strängar, och kan med fördel användas av de som inte kan läsa noter, eller som ett lättläst ackordsystem.
- tabulatur är en notation som visar hur utövaren spelar ett instrument (till exempel för gitarr var strängen ska tryckas ned och med vilket finger etc.)
  - tabulatur för luta uppfanns redan på 1500-talet. En tabulatur innehöll lika många linjer som en luta hade strängar, och man noterade 0 för lösa strängar (hela stränglängden ljuder), 1 för första bandet, 2 för andra osv. Det fungerade även för ackord. Notvärden/rytmen angavs ovanför linjerna (helnot, fjärdedelsnot etc).
  - grepptabeller visar fingersättningar för gitarrackord.
- ackordanalyser använder sig av bokstavsnotation av ackord och eventuellt baston, och kan sättas ut vid melodistämman eller sångtexten. Inom jazz och populärmusik kompletterar man ibland akordanalyser med en exakt rytmangivelse för gitarrackorden.

Noter till exempel
- Beskrivning 1 av dasia notatio Musica Enchiriadis [1]

- Beskrivning 2 av dasia notatio [2]

- Gregorianska neumer [3]

- Mensuralnotation [4]

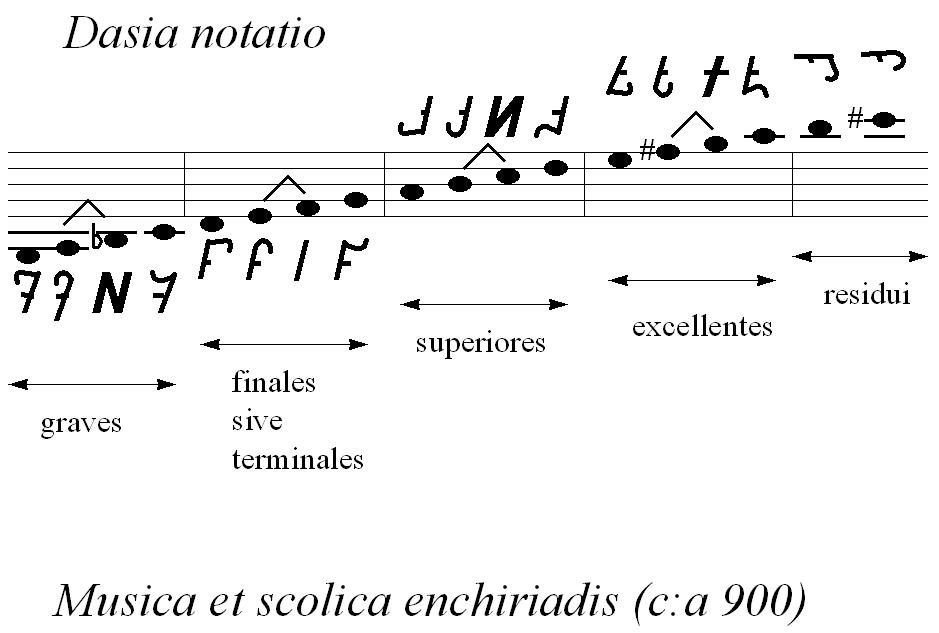
Symboler för Dasia-notatio[n] från Musica et Scolia enchiriadis (800-talet).
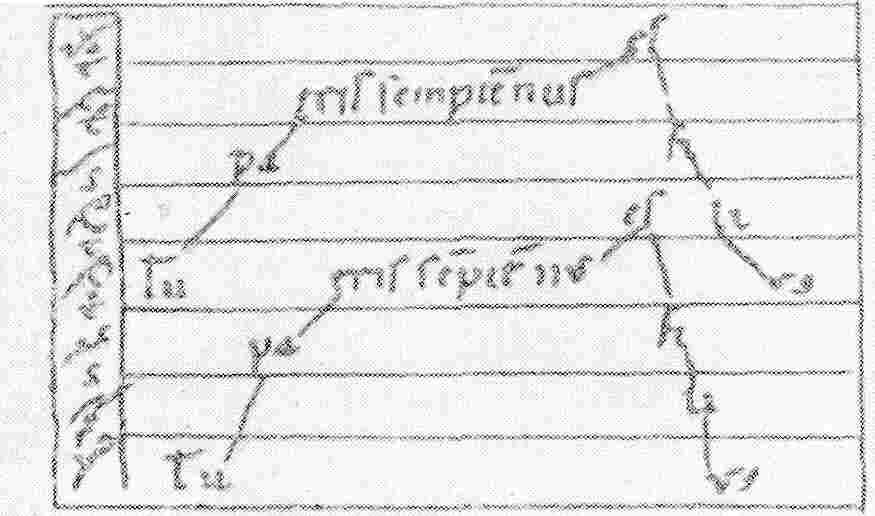
Dasia-notatio[n], exempel med en tvåstämmig sång.
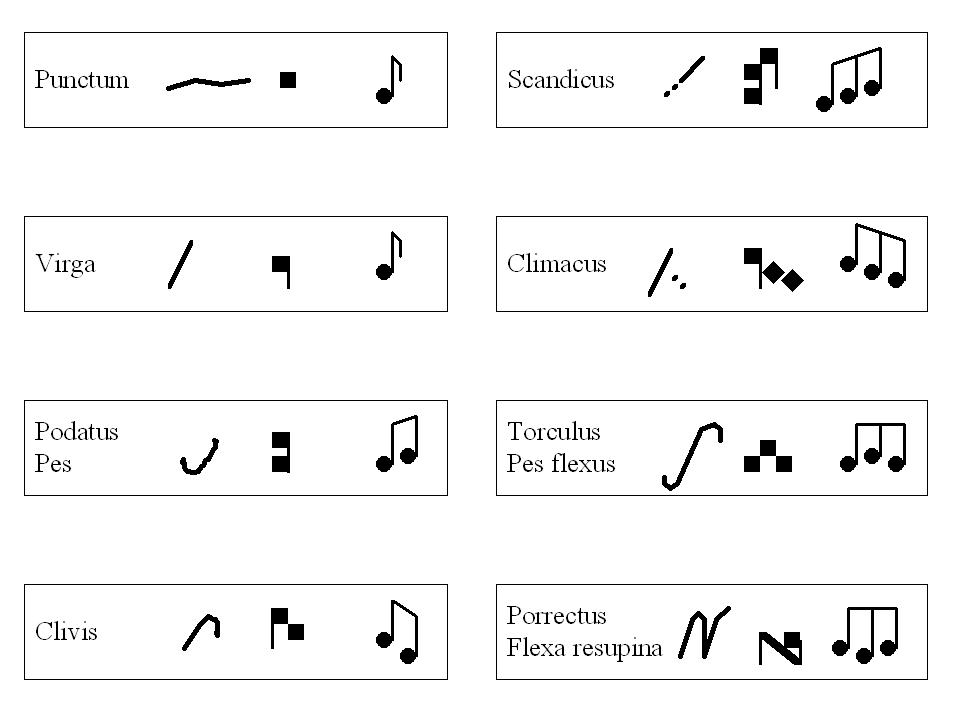
Exempel på neumer
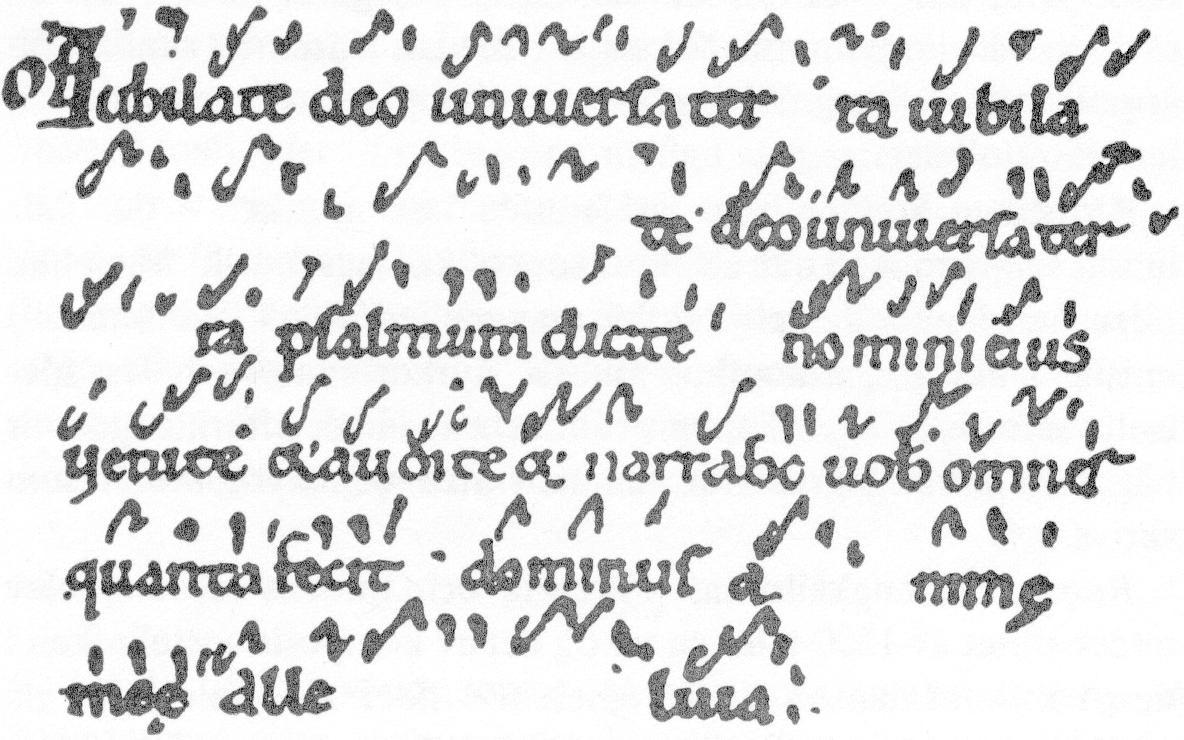
Exempel på tidiga neumer från medeltiden.
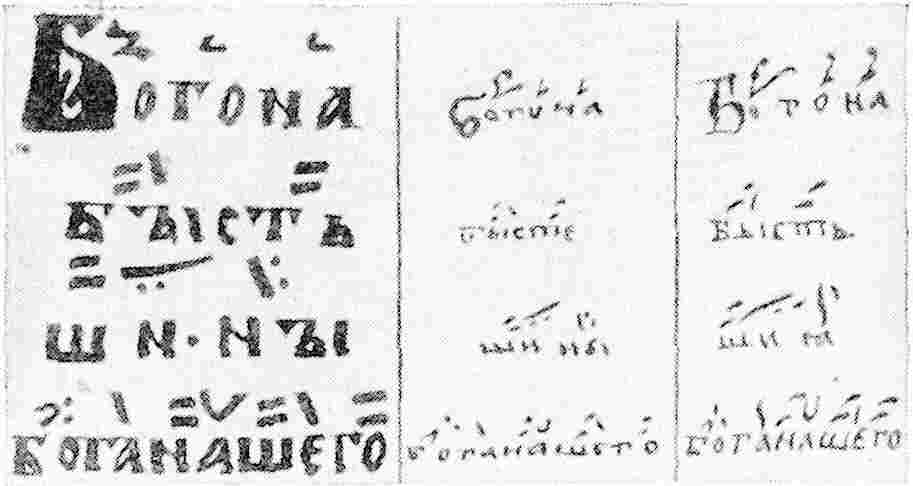
Ryska krjuki neumer (1100-1300-talet).
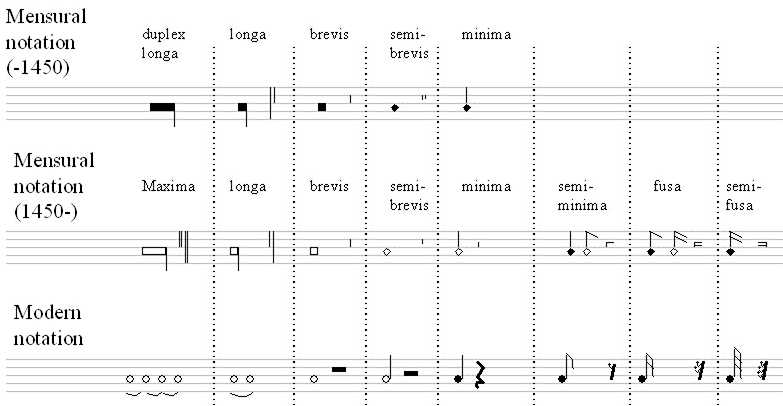
Mensuralnotation - "svart" och "vit".
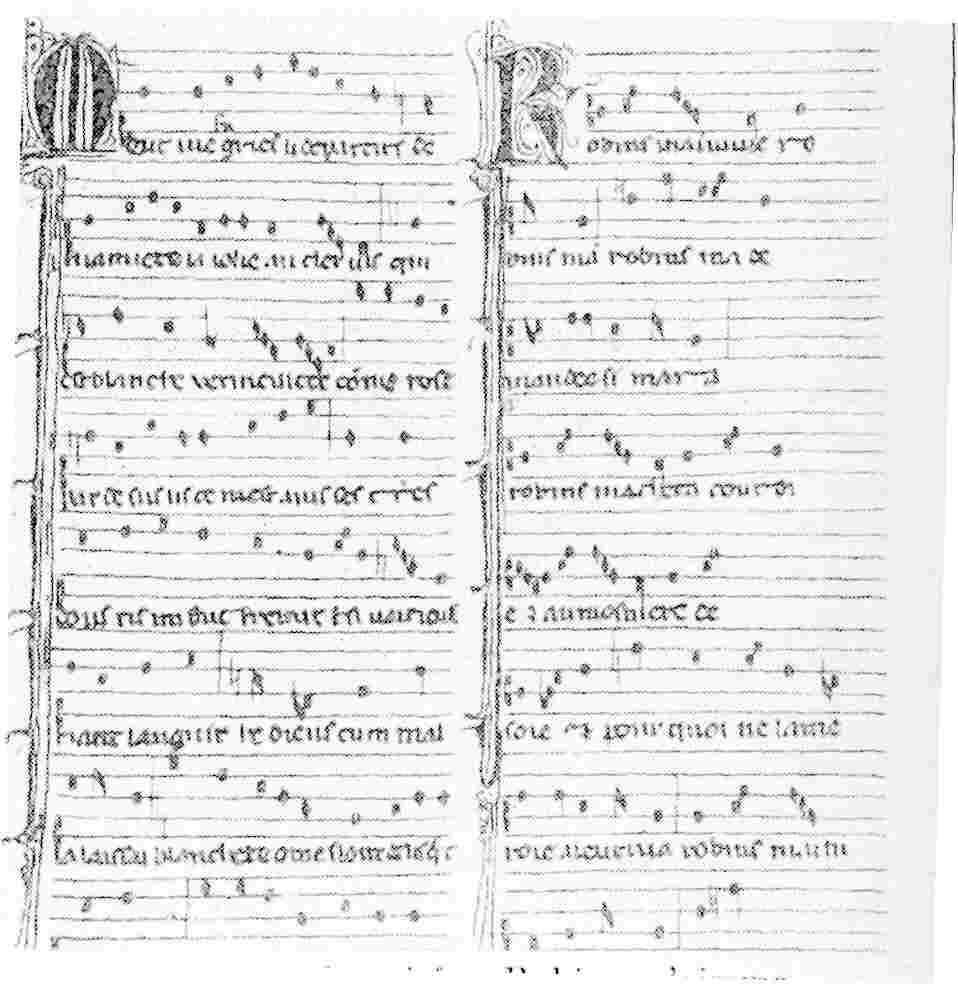
Exempel på svart mensuralnotation från 1200-talet.

## Experimentell/modern musik
Experimentell musik kan ibland ha egna behov för att uttrycka struktur och det tonala innehållet. Det är inte ovanligt att tonsättarna uppfinner en egen notation, kanske till och med för det speciella verket de arbetar med.
Det är svårt att presentera exempel på grund av copyright-begränsningar. Några exempel som går att hitta i populärvetenskapliga verk/läroböcker:
- elektronmusik-partitur
- Karlheinz Stockhausen Zyklus, Elektronische Studie
- Krzysztof Penderecki Polymorfia, Anaklasis
- Jan W. Morthenson Coloratura II
- John Cage Cartridge Music
- Francis Poulenc med sin omtalade päronformade musik

## Kina
De tidigaste förekomsterna av musiknotation kommer från Kina, men man har inte utarbetat ett standardiserat notationssystem. Akustiska experiment kring tonhöjd kompletterades med filosofiskt-mytologiska teorier. Ca 300-100 f.Kr. utarbetades system med pentatonik och transponering. Transponering till alla kromatiska tolvtoner var redan omnämnd i skrifter cirka 300 f.Kr. Cirka 100 f.Kr. definierades grundskalan gōng 宮 (c), shāng 商 (d), jué 角 (e), zhǐ 徴 (g) och yǔ 羽 (a). Dessa toner skrevs ner med tecknen från skriftspråket. Kineserna har även utvecklat tabulatursystem.

## Babylon
Det vi vet om Babylons/Mesopotamiens musik är andrahandsuppgifter från den grekiska, egyptiska och judiska kulturen. Med ledning av uppgifterna om de använda instrumenten antar forskare att heptatonisk skala var utvecklad under sumertiden, och man utesluter inte heller pentatonisk skala. Man har funnit arkeologiska fynd från cirka 800 f.Kr. där man bredvid hymntext skrivit ner musiktecken i början, mitten och slutet på texten.
Not till exempel
- Instrumentuppgifter, musikundervisning och babylonsk tabulatur [5]

## Forngrekisk
Forngrekisk notation byggde på bokstavsnotation där man återanvände symboler från skrivspråket. Arkeologiska fynd kommer från perioden 400 f.Kr - 400 e.Kr.
Tidigaste notation var avsedd för instrumental musik. Symbolerna var tagna från feniciskt alfabet. Senare introducerades notation för vokalmusik, baserad på joniska tecken. Varje ton fick en speciell symbol. Genom att rotera tecknet 90o höjde man tonen ett halvt tonsteg, 180o betydde heltonshöjning.
Exempel från engelska Wikipedia
- Sten från Delphi med en hymn till Apollo
- Hymn till Apollo transkriberad till modern notation

Not till exempel
- UNICODE-symboler för antik grekisk musiknotation [6]

## Indien
| I denna artikel     |
| används tonnamnen   |
| B♭ och H.           |
| Se olika skrivsätt. |

Huvudartiklar: raga och mikrointervall.
Indisk klassisk musik är monofonisk och bygger på skalor (som använder 7 av oktavens 12-toner som har avvikelser från tempererad skala) och väldefinierade rytmmönster. Notationen är bokstavsbaserad och anger tonhöjd, text som sjungs och betoningsmönster. Till exempel ett avsnitt ur en Dhrupad Darbari-Kanhara-Chautal. Tonerna, motsvarande vita pianotangeneter, heter S=Sa (grundtonen, till exempel C), R=Re (D), G=Ga (E), M=Ma (F), P=Pa (G), Dh=Dha (A), N=Ni (H). Understryckningar betyder halvtonssänkning, Mâ caret anger höjning (F#), prick ovanför oktavhöjning, prick under oktavsänkning. Småbokstäver är förslag. Rytmen anger hur mycket man betonar första slaget i takten. Exemplet är översatt till latinska bokstäver.
```
Toner: 
p
M P | 
n
Dh
 
n
Dh
 | 
N
   
N
  | S
.
 - |
Ord:   Ba  - | gha  - | mba ra | au - |
Rytm:  X     | 0      | 2      | 0    |
```

Noter till exempel
- Musiknotation från norra Indien [7]

- Carnatic Musik Notation [8]

## Japan

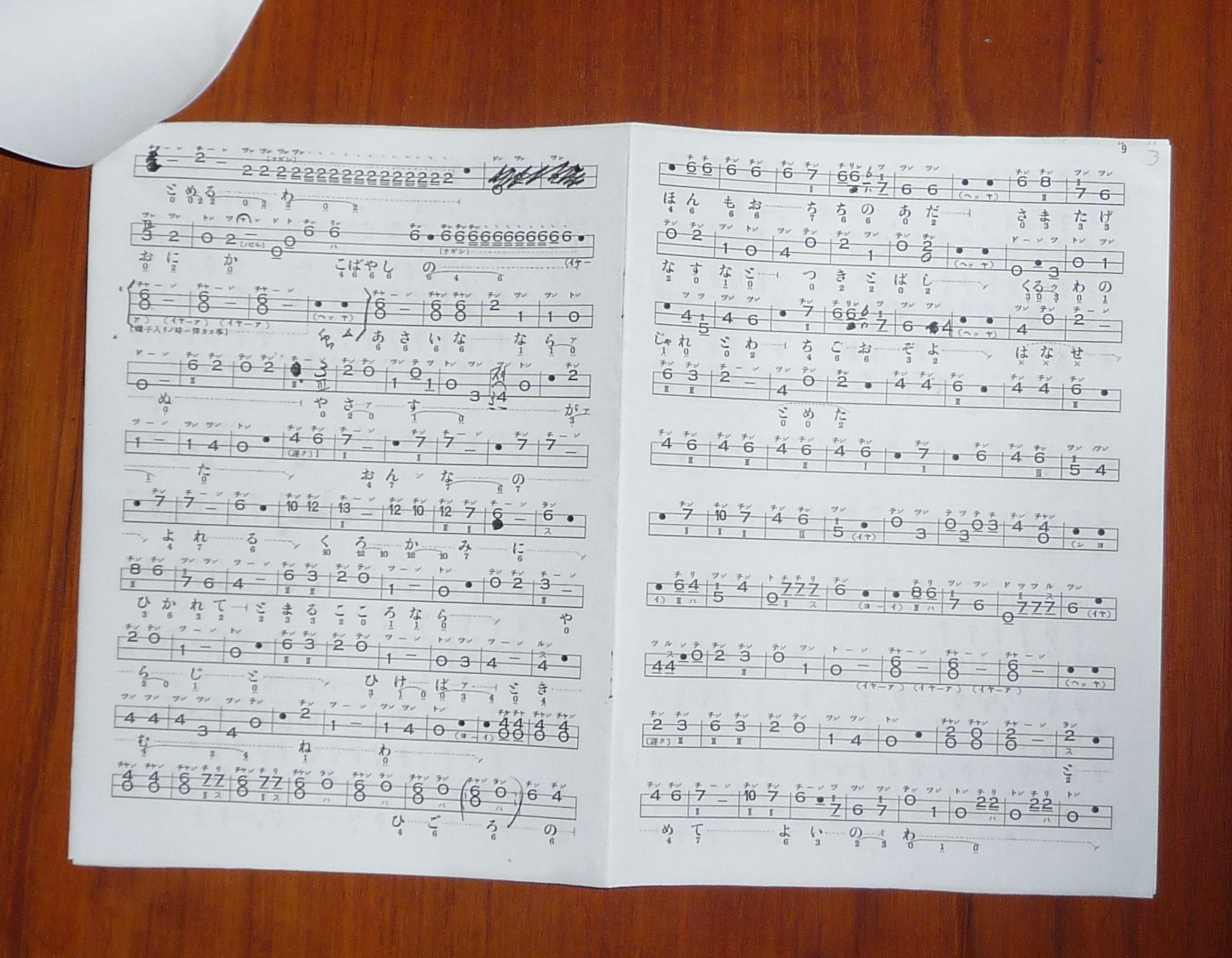
Japansk shamisennotation. Sångtexten undertill, de stavelser som utstöts av den dirigerande musikern i överkant.

Japansk klassisk musik är pentatonisk och för att nedteckna den kan användas fem skrivna tecken (från skrivspråket) kyu (d), shõ (e), kaku (g), chi (a) och u (c). 
Tecknen motsvarar: hjärta, lungor, mjälte, lever, och njurar.[källa behövs] Alternativ notation kunde använda tecknen för de fem elementen trä, eld, jord, metall och vatten.
Ibland kunde dessa symboler kompletteras med skrivspråkets tecknen som angav längden, dynamiken och sättet att frambringa tonen.
Not till exempel
- Japansk notskrift [9]

## Braille-notskrift
Brailleskrift, som används av blinda och synsvaga personer, har byggts ut med tecken för västerländsk notskrift.
Noter till exempel
- Musiknotation Braille [10]

- Symboler för notskrift [11]

## Data-notation
I och med att persondatorerna blev billiga och praktiska don för diverse skrivarbete, utvecklades redan vid slutet på 80-talet användbara notskrivningsprogram. Elektroniska instrument (som synthesizers) övergick samtidigt från analog- (så kallad control-voltage, CV) till digitalstyrning och MIDI-standarden. Digitaliseringen gjorde att priserna sjönk och utrustning från olika producenter kunde lätt kopplas ihop.
Exempel på databaserad notation:
- MIDI är ett standard för kommunikation mellan elektroniska instrument som synthesizers. Instrumenten använder sig av MIDI-meddelanden som styrsignaler för att generera toner med specifik tonhöjd, dynamik, klang, längd, vibrato etc. Dessa meddelanden kan sparas som en datafil och användas som en komplett notation av ett musikstycke. Även MIDI-filer kan användas för att byta ut styrsignaler, och även generera en enkel partitur, så saknar dessa utskrifter flera viktiga detaljer. Till exempel i MIDI-formatet är C# och Db samma ton, medan i notskrift vill man helst veta om det var C# eller Db.
- Notskrivningsprogram har blivit ett vardagsverktyg för de flesta musiker och rationaliserar den tålamods- och noggrannhetskrävande "kalligrafin" och tillåter att kontrollyssna på verket med hjälp av synthesizers på till exempel ljudkortet. Flera datorprogram för notskrift har tyvärr privata lagringsformat. En nackdel att dessa är ofta inte utbytbara med andra program, det vill säga de kräver att de som byter ut datafiler måste ha samma program ofta med samma versionsnummer.
- XML-dokument tillåter exakt lagring av notskriften. Om ett dokument innehållande notskrift bygger på en etablerad standard blir utbyte mellan olika datorprogram möjlig. Ett sådant XML-notskriftdokument kan sedan användas för till exempel utskrift av hela partituren för dirigenten, eller bara av valda instrument, att användas av stämmans musiker. XML-dokumentet kan även automatiskt konverteras till MIDI för att styra ett antal synthesizers. SDML är ett exempel på XML-standard för musiknotation som utarbetats av en arbetsgrupp inom ISO/IEC (Working group 3 ISO/IEC JTC1/SC34).
- Unicode och ISO/IEC 10646 innehåller grafiska tecken för antika och moderna notskriftsformer.

Noter till exempel
- Presentation av MIDI [12]

- XML-standarder för musik [13]

## Mekaniska instrument
En speciell form av notation används i mekaniska/självspelande pianon, positiv, speldosor och liknande instrument. Ett musikstycke kodas in till exempel på en hålremsa som består av ett antal längsgående "spår" - varje spår motsvarar en ton i instrumentet. Genom att remsan förs fram med jämn hastighet kan man markera när olika toner skall låta - detta görs med motsvarande hål. Denna teknik användes i mekaniska pianon och positiv. Mekaniska pianon hade möjligheter att spela in remsor - därför har vi tillgång till inspelningar av stora pianister som verkade innan grammofonskiva blev uppfunnen. Istället för en hålremsa kan man använda en vals med små taggar som drar i en avstämd tunga, denna teknik används i speldosor.